# Центральная городская детская библиотека имени А. П. Гайдара (Москва)
Центральная городская детская библиотека имени А. П. Гайдара (ЦГДБ им. А. П. Гайдара, «Гайдаровка») — детская библиотека в Москве, одна из старейших детских библиотек России. Представляет собой культурно-досуговый детский центр города, также выступает в качестве организационно-методического центра для московских библиотек, обслуживающих детское население столицы.

## Расположение
Библиотека имеет три помещения:
- отдел абонементного обслуживания читателей расположен в центре Москвы, на набережной Москва-реки, по адресу: Ростовская набережная, дом 5. (ст. м. «Киевская» или «Смоленская»).
- отдел нестационарных форм обслуживания расположен по адресу: 3-я Фрунзенская улица, д. 9;
- организационно-методический отдел расположен по адресу: Ружейный переулок, д. 4 (ст. м. «Смоленская»).

## История
Центральная городская детская библиотека открылась в Москве в марте 1934 года по адресу: Большая Коммунистическая улица, д. 30. Основой библиотечного фонда для «Гайдаровки», как называют библиотеку пользователи и работники, послужила личная книжная коллекция русского историка Василия Осиповича Ключевского, который завещал свои книги городу. На основе этого фонда в 1915 году в районе Рогожской слободы была создана библиотека-читальня имени В. О. Ключевского. В первые годы революции библиотека была переименована и носила имя историка М. Н. Покровского.
В 1964 году библиотека переехала на Ростовскую набережную, д. 5, где её основное помещение располагается и по сей день. В 1965 году библиотека получила имя писателя Аркадия Петровича Гайдара. С первых дней библиотекой руководила директор Маша Исаевна Розовская (1934—1957). Затем директорами библиотеки были Татьяна Степановна Лукичёва (1957—1986), Альбина Васильевна Ситиленкова (1986—2009), Татьяна Юрьевна Калашникова (2009—2018), Надежда Дмитриевна Эрихман (2018-2021). С сентября 2021 года библиотеку возглавляет Ольга Вячеславовна Ларина.
Фонд библиотеки насчитывает около 260 тыс. книг, журналов, газет, аудиокниг и других изданий. Библиотека обслуживает ежегодно более 30 тыс. читателей.

## Структура библиотеки
Отделы библиотеки:
- Отдел комплектования
- Отдел обработки фондов и организации каталогов
- Отдел организации и использования книжного фонда
- Справочно-информационный отдел
- Отделы абонементного обслуживания читателей
- Организационно-методический отдел
- Отдел нестационарных форм обслуживания и семейного чтения

### Абонементное обслуживание читателей
Библиотеку могут посещать дети 0 до 15 лет (работает специальная программа «Чтение с рождения»), родители, руководители детского чтения.

### Методический отдел

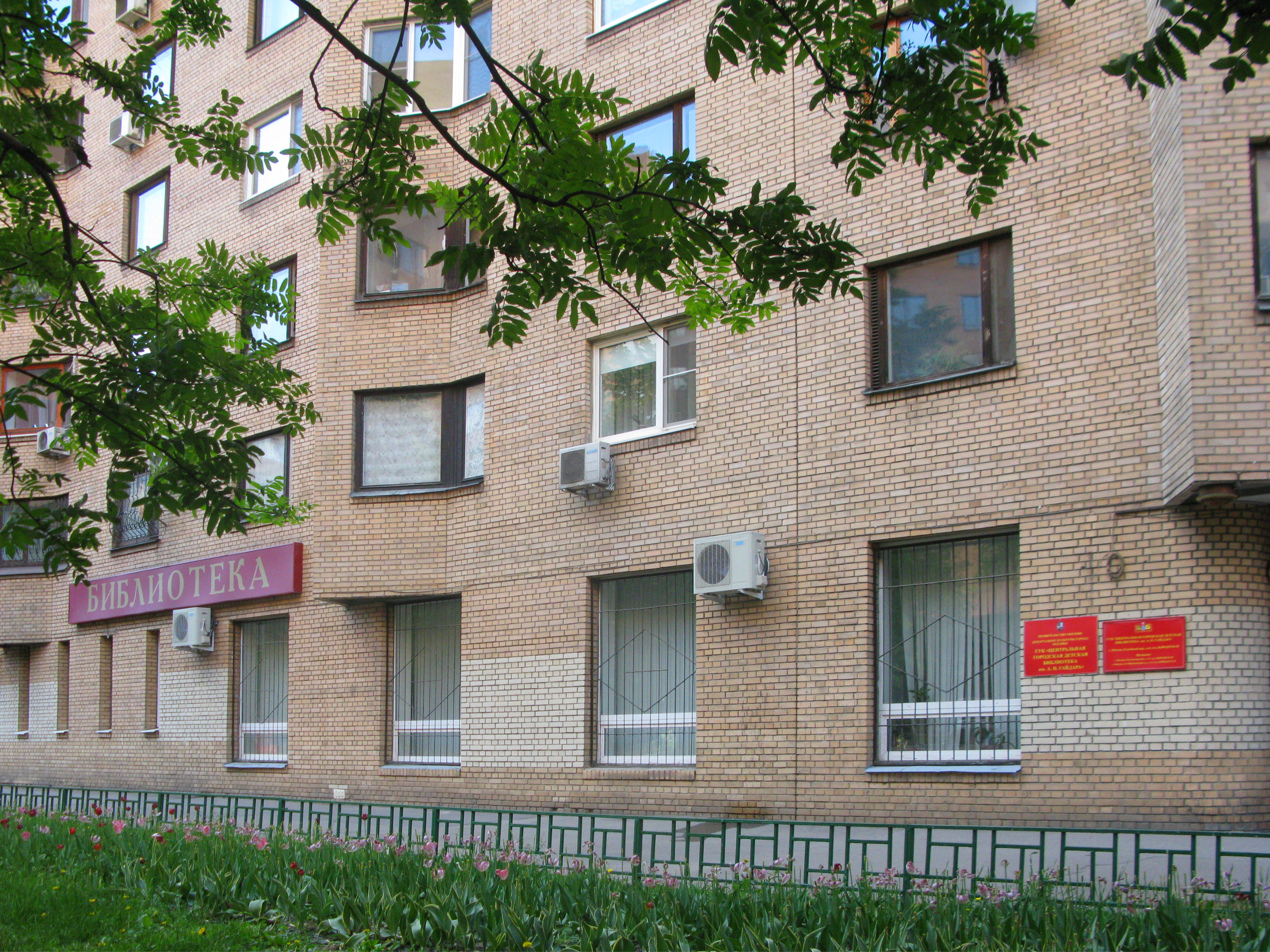
Вид на методический отдел ЦГДБ имени А. П. Гайдара со стороны Ружейного переулка

Методический отдел библиотеки работает по следующим направлениям:
- Создание системы непрерывного образования
- Аккумуляция и ретрансляция библиотечного опыта
- Оперативный сбор информации о работе детских библиотек
- Апробирование инновационных форм и методов
- Создание литературной и художественно-творческой среды

Отдел организует мероприятия по повышению квалификации сотрудников библиотек, работающих с детьми. Основные формы мероприятий:
- Конференции
- Курсы, продолжающиеся спецсеминары
- Тематические семинары, круглые столы
- Мастер-классы
- Литературно-педагогические чтения
- «Краеведческие среды» (методические занятия для библиотекарей детских библиотек, занимающихся краеведением)
- «Литературные пятницы» (ежемесячные занятия для библиотекарей детских библиотек и других специалистов, интересующихся современным литературным процессом)

Кроме того, сотрудники методического отдела организуют работу так называемых «факультативных» мероприятий, к ним относятся:
- Встречи Клуба детских писателей;
- Мастер-класс писателя Льва Яковлева для начинающих литераторов;
- Встречи историко-краеведческого мемориального общества «Моя Плющиха».

Конференц-зал методического отдела имеет специальное выставочное светотехническое оборудование, благодаря чему на протяжении уже более чем десяти лет здесь функционирует выставочный зал «Вернисаж в Ружейном». В нём проходят выставки и презентации детского рисунка, графики, живописи, фотовыставки и выставки декоративно-прикладного творчества. Постоянными партнёрами отдела являются известные писатели, литературные критики, издатели, журналисты, сотрудники московских и региональных библиотек различных ведомств. Организационно-методический отдел располагает специализированным фондом методико-библиографических материалов и профессиональной периодики по всем направлениям библиотечной работы с детьми и подростками.